# Chacal à flancs rayés
Lupulella adusta
Espèce
Synonymes
- Canis adustus Sundevall, 1847

Répartition géographique
Statut de conservation UICN

 LC  : Préoccupation mineure
Le Chacal à flancs rayés (Lupulella adusta) est une espèce de Carnivores du genre Lupulella, récemment distingué, du genre Canis dans la famille des Canidés. Ce chacal est originaire de l'Afrique centrale et méridionale.

## Description
Le Chacal à flancs rayés est de couleur brun-grisâtre avec une raie blanche des pattes antérieures aux hanches et a une queue foncée au bout blanc. Le Chacal à flancs rayés peut peser de 6 à 14 kg. Les mâles sont relativement plus grands que les femelles. Il est social et se regroupe dans de petites familles, communiquant par l'intermédiaire de « cris perçants » et de façon molle, à la manière un ululement de hibou. Le chacal à flancs rayés est nocturne, et rarement en activité pendant le jour.

## Habitat et régime alimentaire
Le Chacal à flancs rayés vit dans les régions boisées et humides, avec prairies, buissons et marais. Le chacal à flancs rayés se nourrit de fruits, d'insectes, et de petits mammifères tels que les rats, les lièvres et les oiseaux. Il apprécie aussi les petits d'animaux tels que les phacochères ou les gazelles. Il aime suivre certains félins pour profiter des restes de leurs charognes, mais n'a jamais été observé tuant une plus grande proie.

## Reproduction

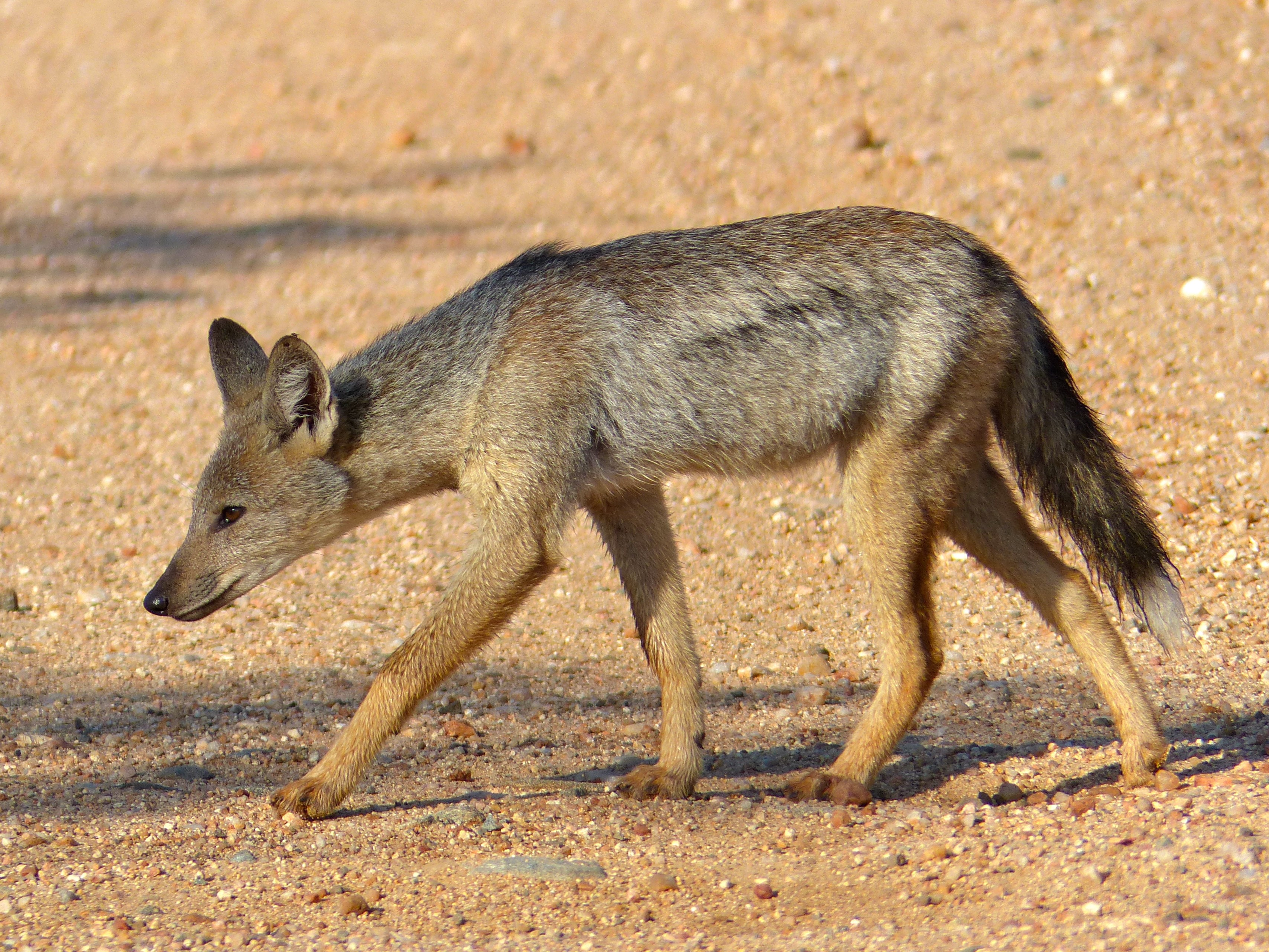
Jeune chacal à flancs rayés (Parc national Kruger, Afrique du Sud).

La saison des amours pour ces espèces dépend d'où elles vivent ; en Afrique australe elle commence en juin et finit en novembre. Le chacal à flancs rayés a une période de gestation de 57 à 70 jours après lesquels la femelle met au monde trois à six jeunes. Les jeunes arrivent à maturité sexuelle au bout de 6 à 8 mois et commencent généralement à partir quand ils ont 11 mois. Le chacal à flancs rayés fait partie des quelques espèces mammifères qui s'unissent à vie, s'accouplent toujours avec le même partenaire et forme des couples monogames.

## Liste des sous-espèces
Il existe six sous-espèces reconnues :
- Lupulella adusta adusta
- Lupulella adusta bweha
- Lupulella adusta grayi
- Lupulella adusta kaffensis
- Lupulella adusta lateralis
- Lupulella adusta notatus